# Dukuh Sari
Dukuh Sari is een bestuurslaag in het regentschap Pasuruan van de provincie Oost-Java, Indonesië. Dukuh Sari telt 2015 inwoners (volkstelling 2010).